# Hergnies
Hergnies è un comune francese di 4 292 abitanti situato nel dipartimento del Nord nella regione dell'Alta Francia.

## Società

### Evoluzione demografica
Abitanti censiti